# Bescuit de Nadal
Els bescuits de Nadal són assortiments de pastisset de rebosteria, preparats tradicionalment durant les celebracions de fi d'any, als països germànics i en molts països i regions del món.

## Història
Es diu que els bescuits de Nadal van aparèixer a l'Europa occidental medieval, quan la canyella, el gingebre, el pebre negre, les ametlles i els fruits secs es van introduir a la cuina medieval.
Durant el segle segle xvi, els bescuits de Nadal es van popularitzar a Europa amb el pa de pessic (Lebkuchen) a Alemanya, el papparkakor a Suècia o el krumkake a Noruega. Al segle xvii, els colons holandesos van introduir aquesta tradició a les colònies d'Amèrica. Són fins avui, entre d'altres, un dels productes tradicionals molt populars dels Mercats de Nadal dels països germànics.

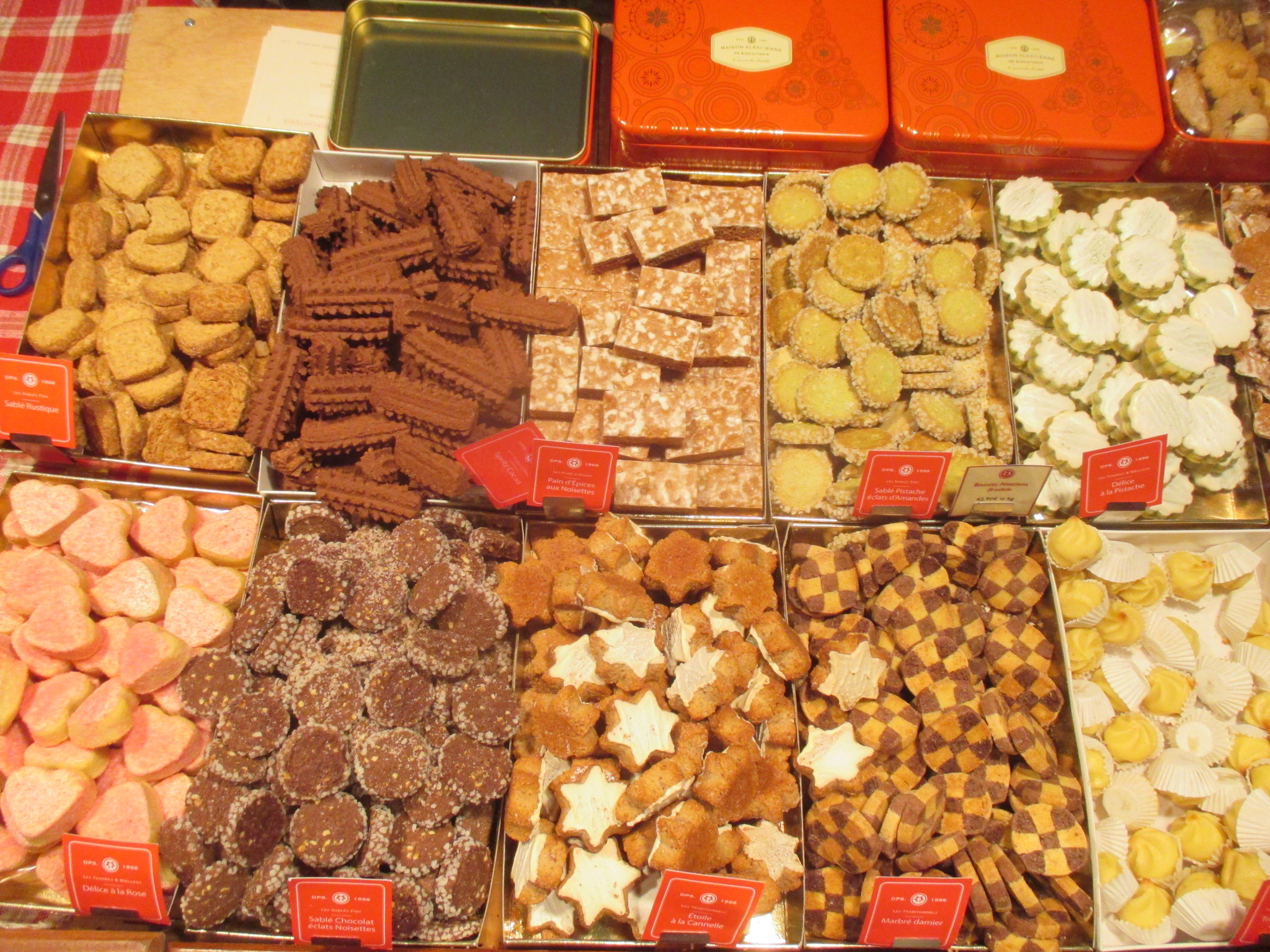
Mercat de Nadal de Riquewihr, bescuit alsacià
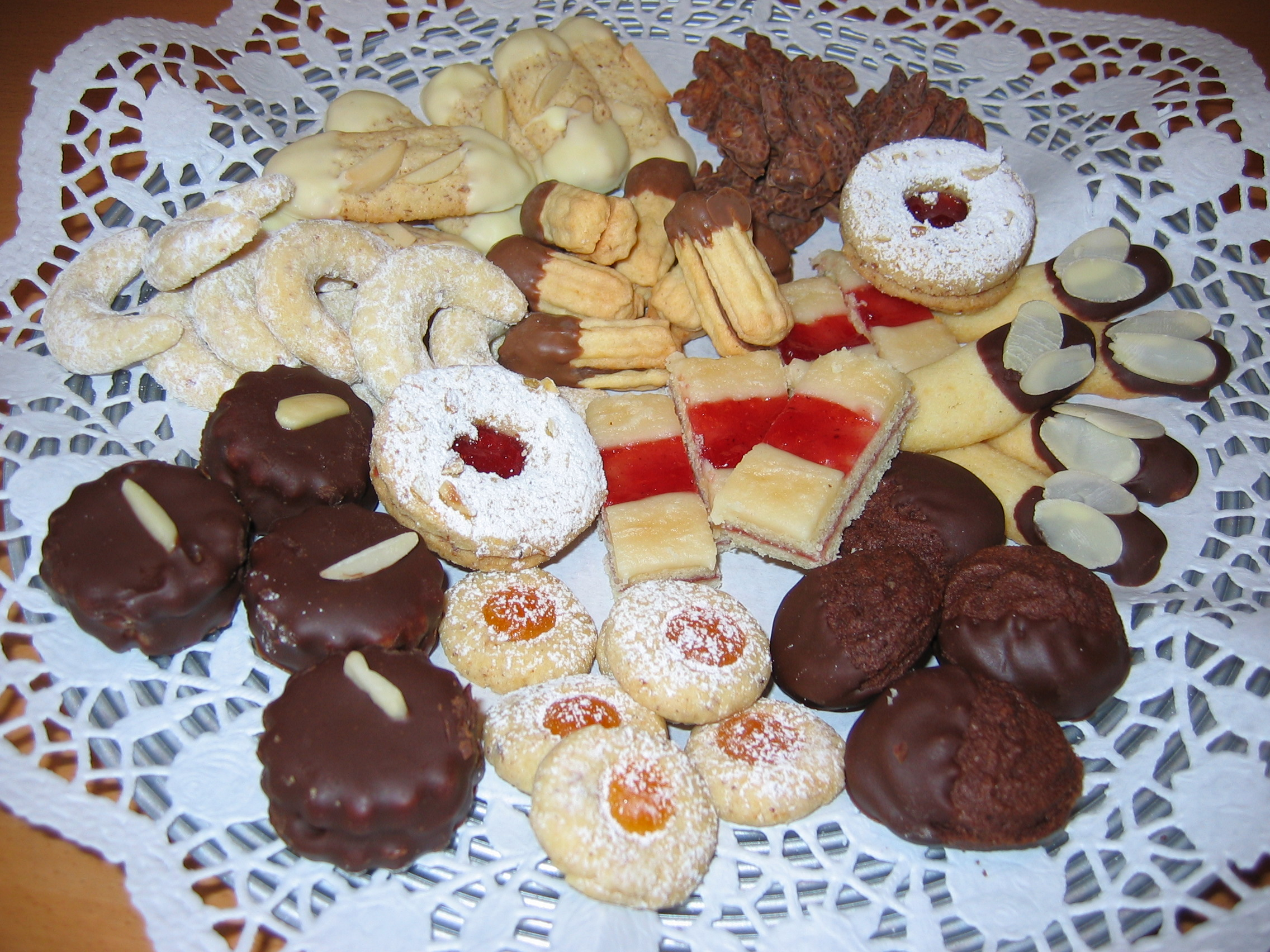
bredele alsacians
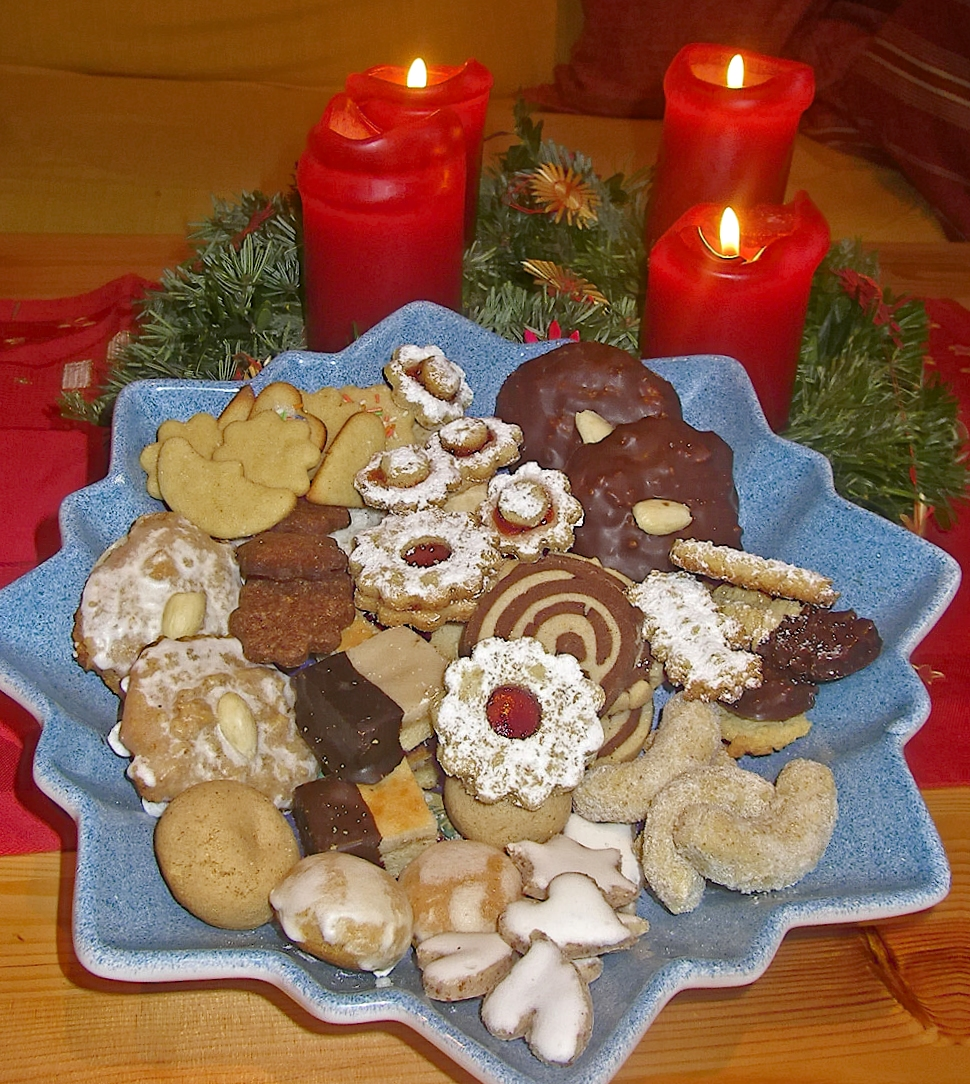
Exemples de bescuits de Nadal més aviat alemanys.
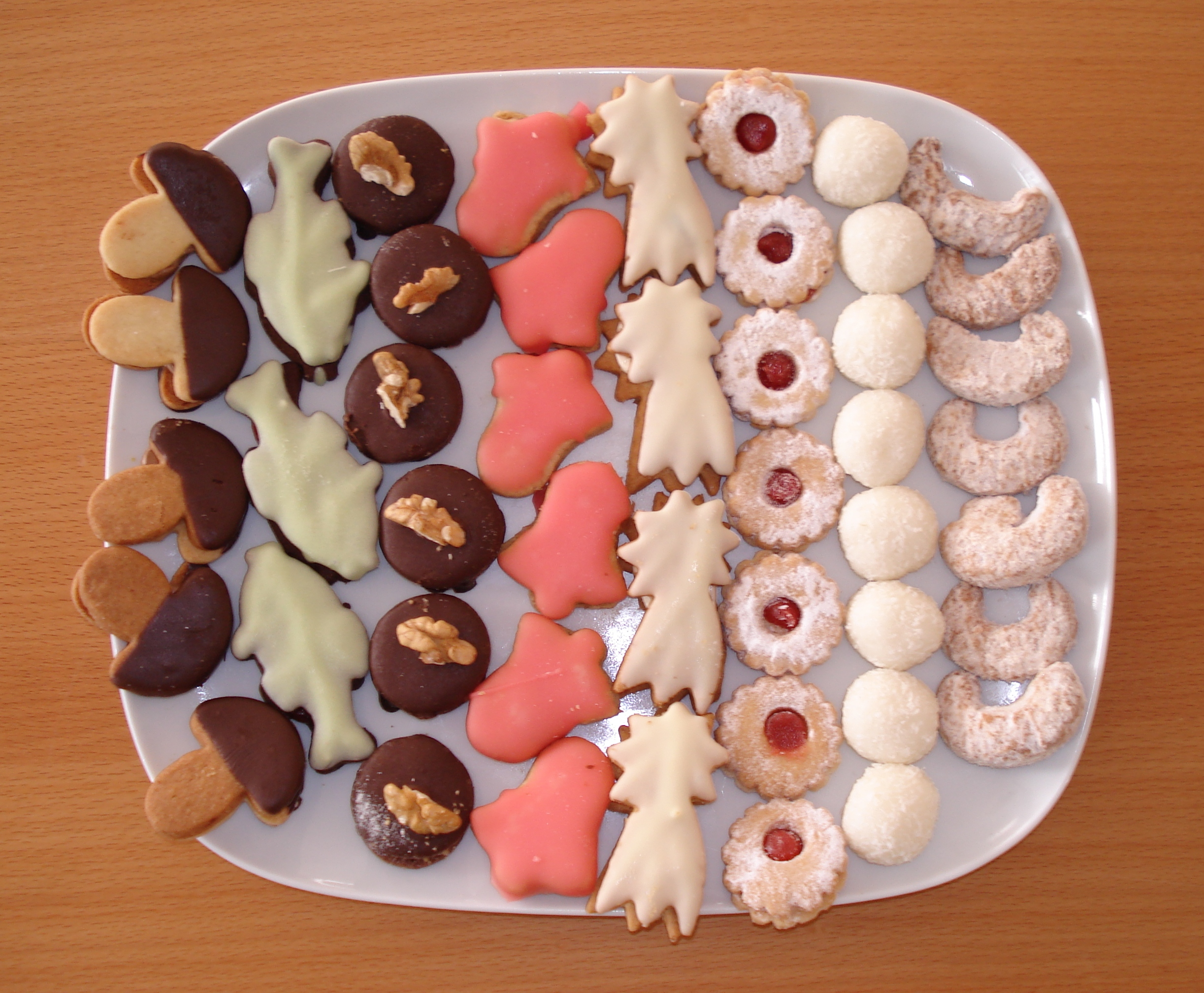
Exemples de bescuits de Nadal de la República Txeca.

## Per país i regió

### Finlàndia
A Finlàndia, com en altres països del nord d'Europa, el bescuit de Nadal (piparkakku) és molt consumit.

### França
La tradició del bescuit nadalenca és present a Alsàcia amb, entre d'altres, la bredele.

### Suïssa
A Suïssa, trobem el petit milanès (Mailänderli), els bruns de Basilea (Basler Brunsli), els estels amb canyella (étoiles à la cannelle) i els pans d'anís (Springerle) entre els bescuits de Nadal comuns.